# 도쿠가와 아쓰모리
도쿠가와 아쓰모리(徳川篤守)는 고산쿄 시미즈 도쿠가와 가(御三卿清水徳川家) 제7대 당주이다. 작위는 백작. 초명은 마쓰다이라 쓰네사부로(松平常三郎). 후에 히로미쓰(廣光)로 개명하였다.
부인은 오가사와라 다다요시(小笠原忠幹)의 딸·도요코(登代子).
자식은 요시토시(好敏, 장남), 스즈코(鈴子, 4녀, 목사 오바라 도사지(小原十三司)의 부인) 등이 있다.
|  | 시미즈 도쿠가와 백작가 당주 1884년 ~ 1899년 | 후임 작위 반납 |

| 전임 당주 공석(도쿠가와 아키타케) | 제7대 시미즈 도쿠가와 가 당주 1870년 ~ 1924년 | 후임 도쿠가와 요시토시 |